# Viorica și Ioniță de la Clejani
Viorica și Ioniță de la Clejani este o formație de  lăutari din România. Stilul muzical al celor doi componenți este influențat de genuri muzicale din cele mai diferite plecând de la cântece tradiționale românești și taraf la compoziții originale proprii cu elemente de pop: bass electric, percuție, baterie de asemenea împletindu-le cu stiluri aparent contradictorii precum muzica de orchestră sau corul patriarhal.
Formația a avut mai degrabă un succes internațional decât național, după declarațiile lor, cântând la Opera Garnier, din Paris, La Perpignan, fiind apreciată de Yehudi Menuhin, Johnny Depp sau Vanessa Paradis. Visul lor de a se face renumiți și în țara de origine s-a împlinit în 2004 când au cântat la Premiile MTV România. 
Au cântat în deschiderea Romanian Music Awards 2008 Iași și Romanian Music Awards 2012 care s-a desfășurat pe data de 8 iunie în Craiova.

## Componență
Duetul este compus din soții Manole:
- Viorica Manole (13 februarie 1973, Băbăița, Teleorman) [3] este vocalista formației. Din septembrie 2012, debutează în televiziune prezintând emisiunea Te vreau lângă mine a postului tv Kanal D. [4]
- Ioniță Manole (15 noiembrie[5] 1970, Clejani, Giurgiu) a debutat în muzică la vârsta de 14 ani când tatăl său l-a prezentat lăutarului Ion Albeșteanu, conducătorului Tarafului de la Clejani pentru a participa la festivalul de muzică populară Cântarea României. [6][7] În 1989 l-a cunoscut pe belgianul Stefan Karo care a avut o contribuție hotărâtoare în determinarea stilului muzical pe care îl va aborda Ioniță.[1]

## Viață personală
Viorica și Ioniță s-au cunoscut în 1987, pe când aveau 14, respectiv 17 ani la aniversarea unei mătuși de-a ei unde au interpretat un cântec în duet, dar relația lor a început de-abia 5 ani mai târziu când s-au revăzut la o nuntă. Viorica și Ioniță au doi copii: o fată pe nume Margherita și un băiat numit Manole Dan Constantin Fulgeraș . În prezent locuiesc în București.

## Discografie
- Bordeiaș (2003)

Lăutărească
Bordeiaș
Sârba de la Giurgiu
Un gram de iubire
Vraja
Muiere, Muiere!
Câine mușcă
Brâu
Azi e ziua băiatului meu
Sârba
Cucu' și corbu'
Suita la zece
- Dragostea de la Clejani[9]

Am umblat pădurile
Bordeiar
Brâul
Bulgăraș de gheață rece
Curca
Dragostea de la Clejani
Foaie verde
Lume, lume
Mugurel, mugurel
Murgule, coamă rotată
Pelin beau
Sabarelu
Sârba de la Cartojan
Suită instrumentală
Un gram de iubire (remix)
- De la Anton Pann la DJ (2009)[10]

Șapte pași
Pe drumul pe care merg eu
Tirli Dond'ale
Poteceaua din pădure
Iubirea
Dor de mamă
Cucu'
A devla
Când eram în viața mea
Foi trifoi
Geali, geali
La Bolintinu' din Vale
Pitpalaca